# Pastores gregis
Pastores gregis (lat.: Die Hirten der Herde) heißt das nachsynodale Apostolische Schreiben von Papst Johannes Paul II. zum Thema: „Der Bischof – Diener des Evangeliums Jesu Christi für die Hoffnung der Welt“. Der 16. Oktober 2003, an dem er das Apostolische Schreiben unterzeichnete, war auch der 25. Jahrestag seiner Papstwahl. „Pastores gregis“ (PG)  ist das Ergebnis der veranstalteten 10. Ordentlichen Versammlung der Bischofssynode (30. September bis 27. Oktober 2001).

## Zur Einleitung
In der Einleitung schreibt Johannes Paul II.: „Die Hirten der Herde wissen, dass sie bei der Ausübung ihres Bischofsamtes auf eine besondere göttliche Gnade zählen können.“ Wie im Pontificale Romanum angegeben, wiederholt der Hauptzelebrant der Bischofsweihe nach der Anrufung um die Ausgießung des Geistes, der führt und leitet, während des feierlichen Weihegebetes die Worte, die schon in dem alten Text der Traditio Apostolica stehen (PG Nr. 1):„Du, Vater, kennst die Herzen und hast deinen Diener zum Bischofsamt berufen. Gib ihm die Gnade, dein heiliges Volk zu leiten“. So wird der Wille des Herrn Jesus Christus, des ewigen Hirten, weiter erfüllt: Er sandte die Apostel aus, wie er selbst gesandt war vom Vater (vgl. (Joh 20,21 )), und wollte, dass deren Nachfolger, also die Bischöfe, in seiner Kirche bis zur Vollendung der Weltzeit Hirten sein sollten (vgl. (Apg 20,28 ); (1 Petr 5,2 )). (…) Das ist der eigentliche Grund, weshalb „das Idealbild des Bischofs, auf den die Kirche weiterhin zählt, das des Hirten ist, der, in der Heiligkeit des Lebens Christus gleichgestaltet, sich hochherzig für die ihm anvertraute Kirche einsetzt und gleichzeitig die Sorge für alle Kirchen auf der ganzen Erde im Herzen trägt (vgl. (2 Kor 11,28 ))“. (PG Nr. 1) 

## Kurzbeschreibung
In seiner Ansprache zur Unterzeichnung dieses Dokuments fasste Johannes Paul II. die Aufgaben, die er auch in diesem Schreiben darlegt, des Guten Hirten zusammen: „… er soll seine Herde kennen, alle lieben und jedem Einzelnen Aufmerksamkeit widmen, barmherzig sein und die verlorenen Schafe suchen. Dies sind nur einige Eigenschaften, die das Amt des Bischofs kennzeichnen. Er ist, nach dem Vorbild Christi berufen, Vater, Lehrer, Freund und Bruder jedes Menschen zu sein. Indem er diesen Weg treu beschreitet, wird er zur Heiligkeit gelangen können, eine Heiligkeit, die nicht nur neben seinem Amt, sondern durch sein Amt selbst wachsen soll.“
Der Papst beschreibt weiterhin die vielfältigen Aufgaben der Bischöfe und unterstrich in seiner Exhortatio, dass sie „mit apostolischer Offenheit das Evangelium lehren und es in authentischer Weise darstellen sollen“; „er wird dafür Sorge tragen, dass die liturgischen Feiern … Ausdruck des Wesens der Kirche sein sollen, die aktiv den Kult Gottes für Christus im Heiligen Geist feiert“; „er wird die Herausforderungen der heutigen Gegenwart annehmen“; „er wird Prophet der Gerechtigkeit und des Friedens, der Wahrheit und der Liebe sein“; er wird die Ökumene fördern; „in der multiethnischen Gesellschaft zu Beginn dieses dritten Jahrtausends wird er auch den interreligiösen Dialog unterstützen“.
Der erste Teil des Schreibens behandelt also die Identität und das Leben des Bischofs zu Beginn des dritten Jahrtausends. Im zweiten Teil konkretisiert der Papst das Amt des Bischofs als Hirte der Diözese im Kontext der Herausforderungen der heutigen Zeit befasst. Das Hauptanliegen und die Kernaussage bringt den Wunsch zum Ausdruck, dass die Bischöfe die Hoffnung unter den Gläubigen und in der ganzen Welt beleben sollen.